# Квантно механички осцилатор
Квантно механички осцилатор је квантно механички аналог класичном хармонијском осцилатору. Будући да се произвољни потенцијал обично може апроксимирати као хармонијски потенцијал у близини стабилне тачке равнотеже, то је један од најважнијих системских модела у квантној механици. Квантни хармонијски осцилатор је један од ретких квантно-механичких система за који је познато тачно, аналитичко решење.

## Једнодимензионални квантни осцилатор

### Хамилтонијан и енергија својствених стања
Хамилтонијан слободне честице дат је изразом:
{\displaystyle {\hat {H}}={\frac {{\hat {p}}^{2}}{2m}}+{\frac {1}{2}}k{\hat {x}}^{2}={\frac {{\hat {p}}^{2}}{2m}}+{\frac {1}{2}}m\omega ^{2}{\hat {x}}^{2}\,,}
где је m маса честице, k - константа, а {\displaystyle \omega ={\sqrt {\frac {k}{m}}}} угаона фреквенција осцилатора , {\displaystyle {\hat {x}}} - оператор координате дат са x, {\displaystyle {\hat {p}}} - оператор импулса дат са {\displaystyle {\hat {p}}=-i\hbar {\partial  \over \partial x}\,}
Први члан у Хамилтонијану представља кинетичку енергију честице, а други члан представља његову потенцијалну енергију.
Може се написати временски независна Шредингерова једначина:
{\displaystyle {\hat {H}}\left|\psi \right\rangle =E\left|\psi \right\rangle ~,}
где Е означава својствене вредности енергије, а решење |ψ⟩ означава сопствено енергетско стање. Диференцијална једначина која представља овај својствени проблем може се решити у бази координата, за таласну функцију ⟨x | ψ⟩ = ψ (x), користећи спектралну методу. Испада да постоји породица решења. На основу тога, они представљају Хермитеове функције:
{\displaystyle \psi _{n}(x)={\frac {1}{\sqrt {2^{n}\,n!}}}\cdot \left({\frac {m\omega }{\pi \hbar }}\right)^{1/4}\cdot e^{-{\frac {m\omega x^{2}}{2\hbar }}}\cdot H_{n}\left({\sqrt {\frac {m\omega }{\hbar }}}x\right),\qquad n=0,1,2,\ldots .}
Функције Hn представљају Хермитеове полиноме
{\displaystyle H_{n}(z)=(-1)^{n}~e^{z^{2}}{\frac {d^{n}}{dz^{n}}}\left(e^{-z^{2}}\right).}
Огдоварајући нивои енергије су:
{\displaystyle E_{n}=\hbar \omega \left(n+{1 \over 2}\right)=(2n+1){\hbar  \over 2}\omega ~.}
Овај енергетски спектар је запажен из три разлога. Прво, енергије се квантују, што значи да су могуће само дискретне вредности енергије (цели број-половина умношка ħω); ово је општа карактеристика квантно-механичких система када је честица ограничена. Друго, ти дискретни енергетски нивои су подједнако распоређени, за разлику од Боровог модела атома. Треће, најнижа достижна енергија (енергија n = 0 стања, која се назива основно стање) није једнака минимуму потенцијалне јаме, већ је ħω / 2 изнад ње. Ово се назива енергија нулте тачке. Због енергије нулте тачке, положај и момент осцилатора у основном стању нису фиксни (као што би то било у класичном осцилатору), већ имају мали опсег одступања, у складу са Хајзенберговим принципом неодређености.